# Allegro en fa mayor, KV 1c (Mozart)
| Allegro en fa mayorⓘ |

El Allegro para teclado en fa mayor, K. 1c es una breve pieza compuesta por Wolfgang Amadeus Mozart en Salzburgo el 11 de diciembre de 1761, cuando tan solo contaba con cinco años de edad. Esta pieza de música es la tercera composición de Mozart, y se encuentra recogida en el conocido como Nannerl Notenbuch, un pequeño cuaderno que Leopold Mozart, el padre de Wolfgang, empleaba para enseñar música a sus hijos. La pieza fue puesta por escrito por Leopold, en tanto que el pequeño Wolfgang no sabía escribir música por entonces, dada su corta edad.   

## Descripción
Es una pieza muy breve, compuesta por solo veintidós compases (incluyendo repeticiones), y está en la tonalidad de fa mayor. Suele ser interpretada en el clavicémbalo, aunque en su ejecución pueden emplearse otros instrumentos de teclado.

## Análisis
Se encuentra en un tempo rápido. Está escrito en forma binaria, con signos de repetición al final de cada sección: ||:A:||:BA:||, donde A y B constan cada una de cuatro compases. La música es sencilla y clásica en su estilo. Esta pieza ha sido comparada con un «alegre baile tradicional del sur de Alemania».
Al inicio de la partitura autógrafa se halla la fecha de composición, escrita por la mano de Leopold Mozart: «Sgr: Wolfgango Mozart 11ten Decembris 1761».